# 阿什山
79°57′S 156°39′E / 79.950°S 156.650°E
阿什山（英語：Mount Ash）是南極洲的山峰，位於奧次地，屬於達爾文山脈的一部分，俯瞰哈瑟頓冰川北岸，海拔高度2,025米，美國地質調查局根據測量和美國海軍拍攝的空中照片繪入地圖，現時由南極條約體系管理。